# Lázaro Borges
Lázaro Borges (ur. 19 czerwca 1986 w Hawanie) – kubański lekkoatleta specjalizujący się w skoku o tyczce.
W 2006 podczas igrzysk Ameryki Środkowej i Karaibów oraz w 2007 na igrzyskach panamerykańskich nie zaliczył żadnej próby w eliminacjach. Dwukrotny złoty medalista mistrzostw Ameryki Środkowej i Karaibów (2005 i 2008). Bez powodzenia startował w igrzyskach olimpijskich w Pekinie. Zwycięzca czempionatu ibero-amerykańskiego w 2010. Wicemistrz świata z Daegu (2011). Zwyciężył w igrzyskach panamerykańskich w 2011. Wielokrotny złoty medalista mistrzostw kraju oraz kubańskich igrzysk narodowych.

## Osiągnięcia
| Rok  | Impreza                                  | Miejsce             | Pozycja           | Wynik |
| ---- | ---------------------------------------- | ------------------- | ----------------- | ----- |
| 2005 | Mistrzostwa Ameryki Środkowej i Karaibów | Nassau              | 1. miejsce        | 4,80  |
| 2006 | Młodzieżowe mistrzostwa NACAC            | Santo Domingo       | 2. miejsce        | 5,25  |
| 2006 | Igrzyska Ameryki Środkowej i Karaibów    | Cartagena de Indias | –                 | NM    |
| 2007 | Igrzyska panamerykańskie                 | Rio de Janeiro      | –                 | NH    |
| 2008 | Mistrzostwa Ameryki Środkowej i Karaibów | Cali                | 1. miejsce        | 5,50  |
| 2008 | Igrzyska olimpijskie                     | Pekin               | –                 | NH    |
| 2010 | Mistrzostwa ibero-amerykańskie           | San Fernando        | 1. miejsce        | 5,60  |
| 2011 | Mistrzostwa świata                       | Daegu               | 2. miejsce        | 5,90  |
| 2011 | Igrzyska panamerykańskie                 | Guadalajara         | 1. miejsce        | 5,80  |
| 2012 | Halowe mistrzostwa świata                | Stambuł             | 5. miejsce        | 5,70  |
| 2012 | Igrzyska olimpijskie                     | Londyn              | el. – 16. miejsce | 5,50  |
| 2013 | Mistrzostwa świata                       | Moskwa              | el. – 21. miejsce | 5,40  |
| 2014 | Igrzyska Ameryki Środkowej i Karaibów    | Xalapa              | 1. miejsce        | 5,30  |
| 2015 | Igrzyska panamerykańskie                 | Toronto             | 5. miejsce        | 5,40  |

## Rekordy życiowe
- Skok o tyczce – 5,90 (29 sierpnia 2011, Daegu) rekord Kuby
- Skok o tyczce (hala) – 5,72 (11 lutego 2012, Donieck) rekord Kuby